# アニェス (ポンチュー女伯)
アニェス・ド・ポンチュー（Agnès de Ponthieu, 1080年ごろ - 1105年以降）は、ポンチュー女伯（在位：1100年 - 1105/11年）。

## 生涯
アニェスはポンチュー伯ギー1世とアデルの娘である。兄のアンゲランは若くして亡くなった。父ギーは叔父ユーグを推定相続人にしたが、ユーグもギーより先に亡くなった（1100年没）。アニェスは女子相続人となり、ロバート・オブ・ベレームと結婚した。息子のギヨーム3世は、アニェスの死後（1105年から1111年の間）、そして父ロバートが1112年に投獄された後、ポンチュー伯位を継承した。